# Villa Krüger
Die Villa Krüger, auch Berliner Haus oder Herrnsdorfsche Villa, ist eine größere Villa mit aufwendiger Toranlage im Stadtteil Kötzschenbroda des sächsischen Radebeul, in der Neuen Straße 12. Der weitläufige Garten gilt als Werk der Landschafts- und Gartengestaltung.

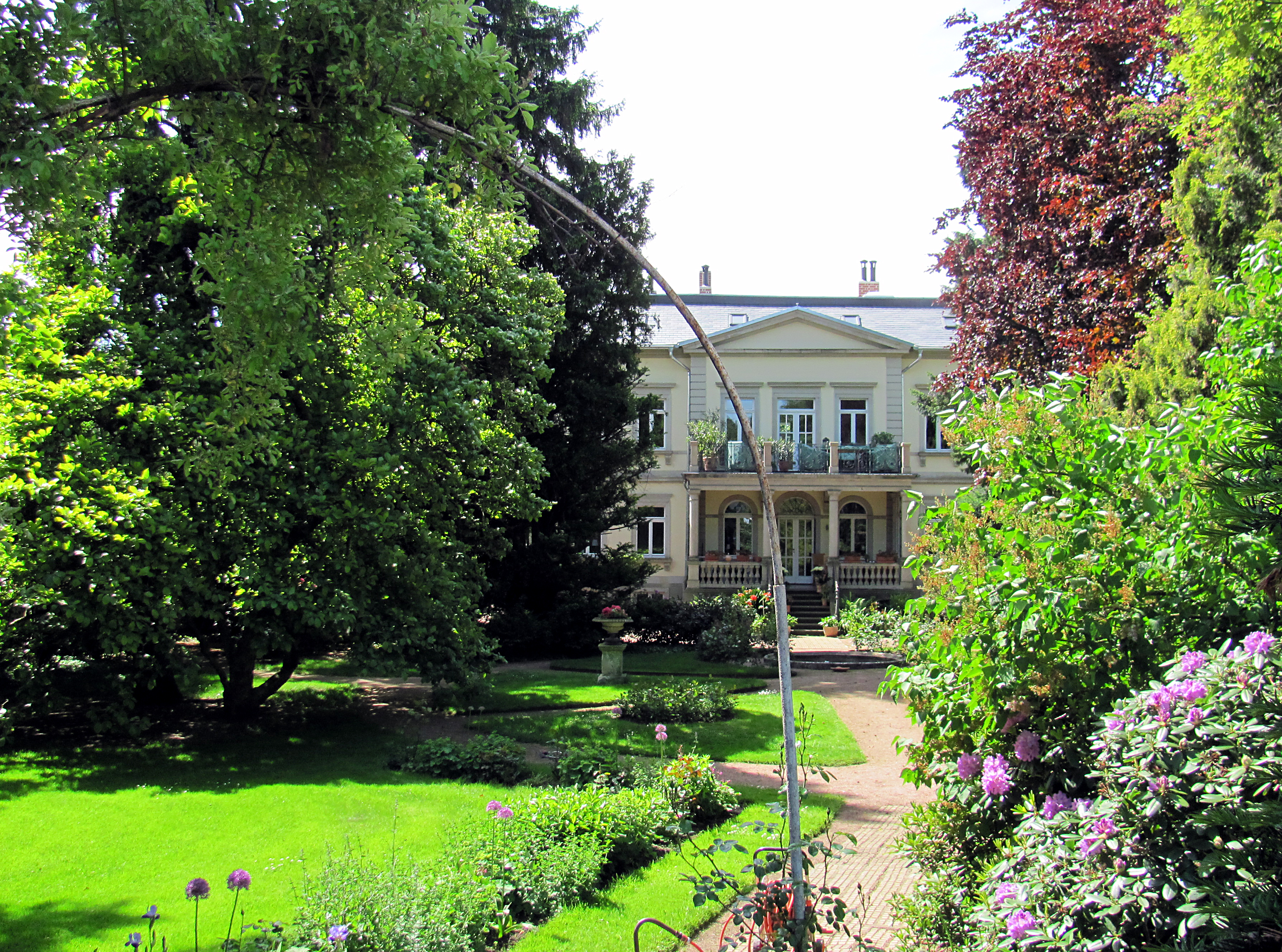
Villa Krüger, Gartenansicht von der Meißner Straße

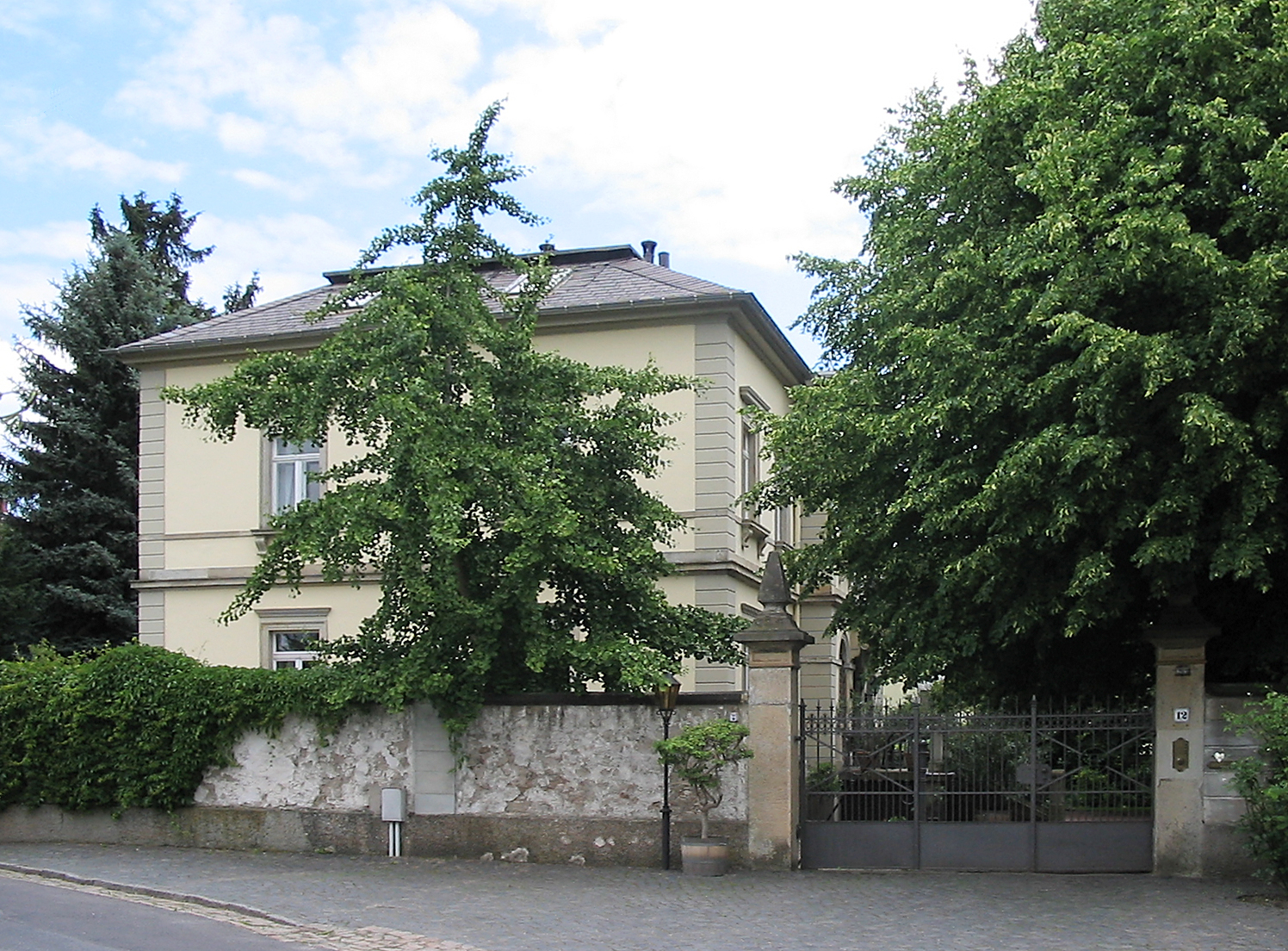
Villa Krüger, Straßenansicht mit Tor

## Beschreibung

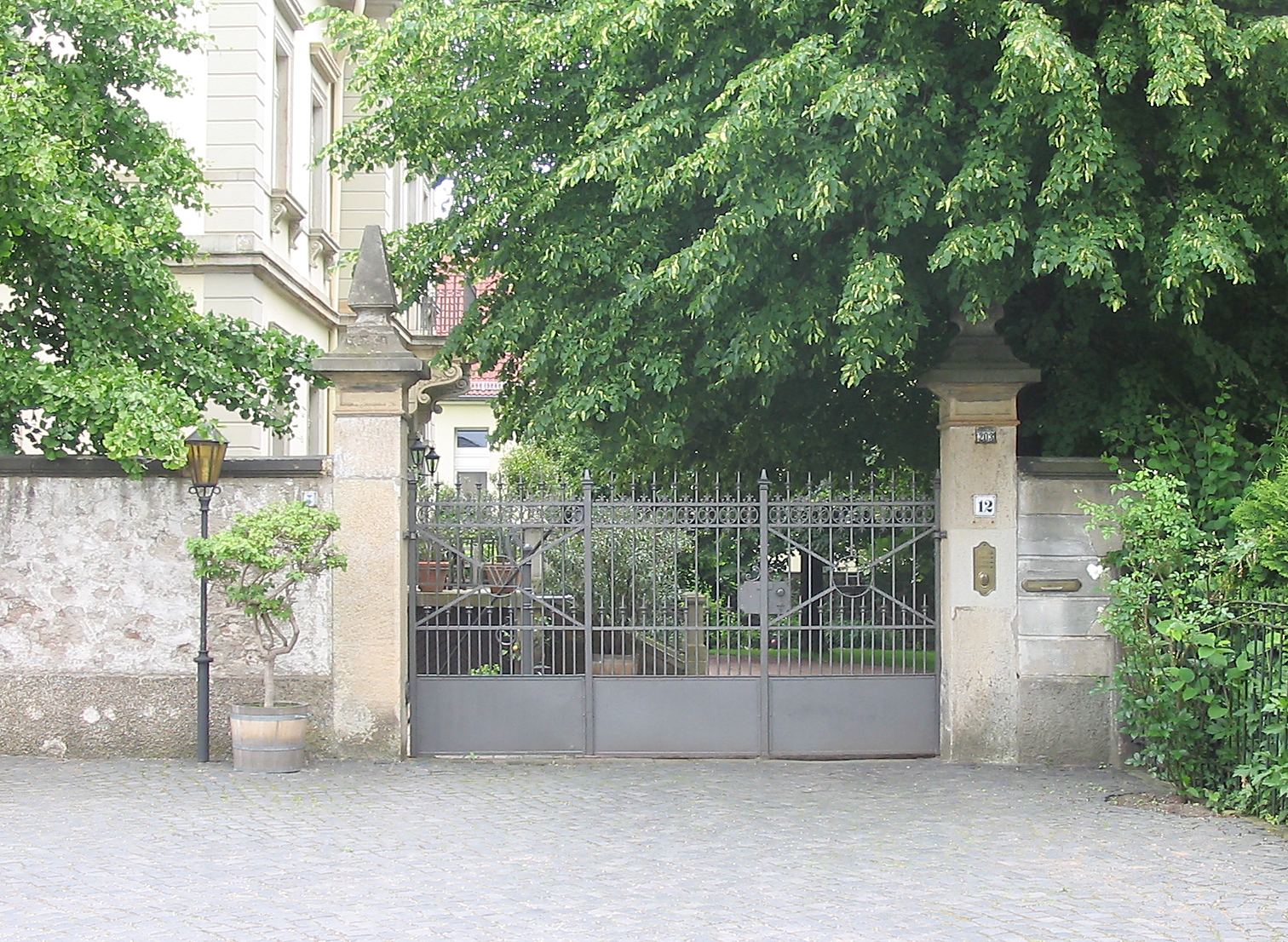
Villa Krüger, Toranlage mit Monogramm

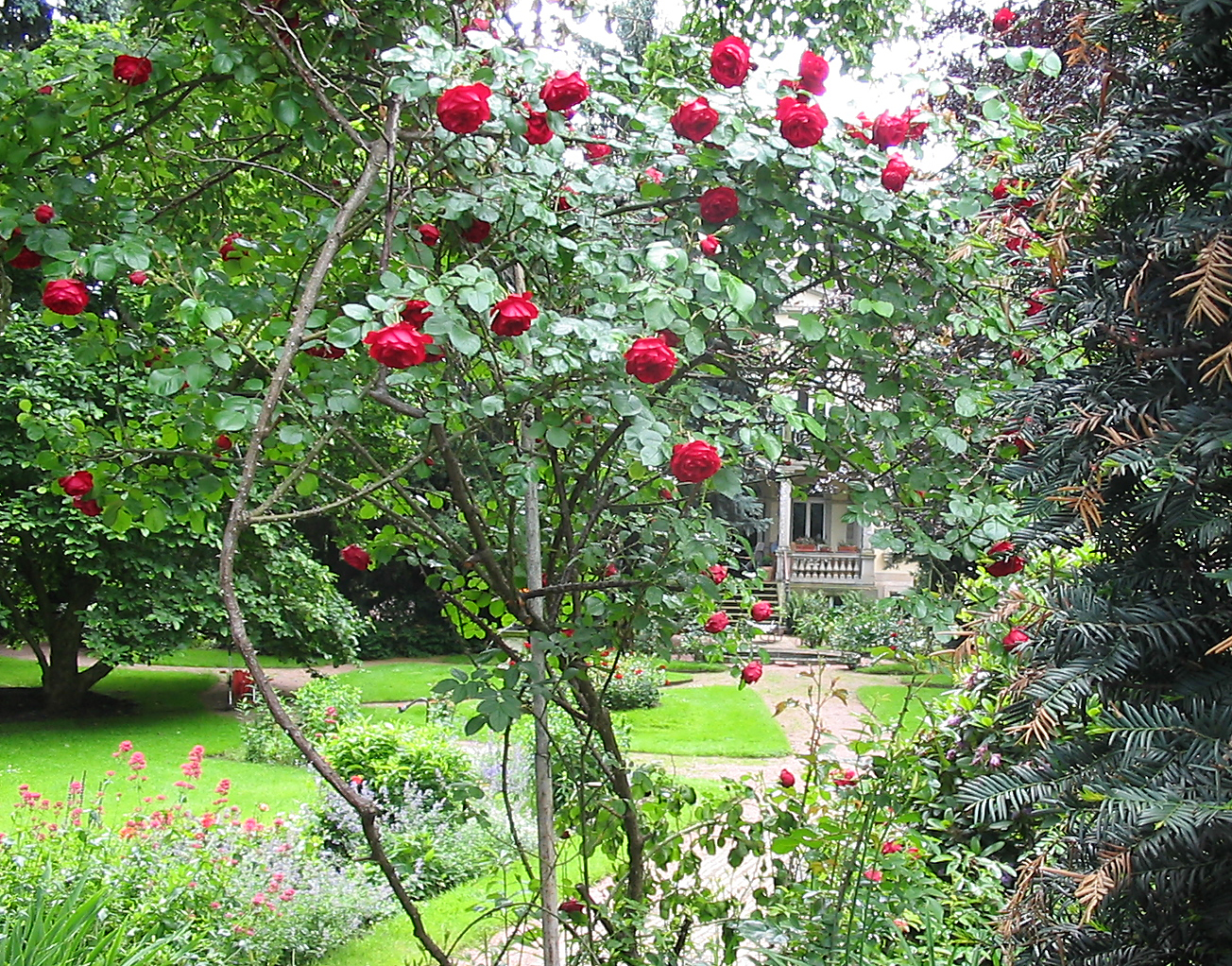
Villa Krüger, Garten vom Gartentor aus

Die 1858 errichtete, mitsamt Einfriedung, Toranlage und Villengarten (Gartendenkmal) denkmalgeschützte Villa ist ein „bemerkenswerter Bau“ der Dresdner Semper-Nicolai-Schule.
Der zweigeschossige Putzbau von sieben zu zwei Fensterachsen Größe hat ein abgeplattetes Walmdach. Das Gebäude zeigt Sandsteingliederungen, Gesimse sowie Ecklisenen mit Nutungen. Über den Fenstern befinden sich gerade Verdachungen.
In den siebenachsigen Ansichten nach Norden zum Garten und nach Süden zum Hof stehen jeweils dreiachsige Mittelrisalite mit Dreiecksgiebeln und im Erdgeschoss mit Rundbogenfenstern. Im Hof befindet sich eine Terrasse, zu der eine Freitreppe mit Gitter hinaufführt. Vor dem Risalit im Norden befindet sich ebenfalls eine Terrasse mit einer Freitreppe vom Park, auf der Terrasse steht ein säulengestützter Söller.
Das Anwesen wird durch eine Mauer beziehungsweise durch einen eisernen Lanzettzaun eingefriedet. Die Toranlage aus Eisengittern steht zwischen zwei mit Obelisken bekrönten Pfeilern, in den Torfeldern die Initialen W und H für Woldemar Herrnsdorf.
In dem parkartigen Garten mit altem Baumbestand stehen ein rundes Wasserbecken sowie Vasen auf Postamenten. Vor dem Haus findet sich ein noch heute genutzter, in Sandstein gesetzter Brunnen.

## Geschichte
Im Jahr 1858 ließ sich der Berliner Drechslermeister Friedrich Wilhelm Jürgens, vermutlich durch den Architekten Alfred Neumann, ein neues Wohnhaus entwerfen, das gemäß seiner Herkunft Berliner Haus genannt wurde. Der auf ihn folgende Eigentümer Karl Friedrich Rost ließ 1862 ein Nebengebäude als Pferdestall, Remise und Waschküche errichten; J. T. Stechlich folgte 1865 und Johanna Julia Weise 1886.
Im Jahr 1891 erwarb Woldemar Herrnsdorf, Gutsbesitzer aus Sachsdorf, Privatier und Urgroßvater der Eigentümer des Jahres 2021, die Villa. Es folgte der Bau der Freitreppe, die Verbreiterung des Balkons zum Söller sowie eine Erhöhung des Walmdachs, um dort Kammern einzubauen. Das Haus wurde 1944 und 1993 jeweils an die Erben weitergegeben und befindet sich inzwischen in vierter Generation in Familienbesitz.
Bereits zu DDR-Zeiten stand das Objekt auf der Liste der Denkmale der Architektur.